# Âmes de fous

Âmes de fous est un film muet français réalisé par Germaine Dulac, sorti en 1918.
C'est durant le tournage de ce film à épisodes que la réalisatrice fait la rencontre du réalisateur et critique Louis Delluc.
Il s'agit d'un film à épisodes en six parties.
Longtemps considéré comme perdu, 6 fragments du film ont été retrouvés dans les collections films de Eye Filmmuseum en 2017. 

## Liste des épisodes
- Épisode 1 : La seconde marquise de Sombreuse 763 m)
- Épisode 2 : Le château maudit (575 m)
- Épisode 3 : Folle (618 m)
- Épisode 4 : L'exilée (560 m)
- Épisode 5 : La danseuse inconnue (913 m)
- Épisode 6 : Hallucination et réalité (445 m)

## Fiche technique
- Titre : Âmes de fous
- Titre alternatif : Âmes d'hommes fous[5]
- Réalisation : Germaine Dulac
- Scénario : Germaine Dulac
- Adaptation : Guy de Téramond
- Photographie  : Maurice Forster
- Société de production : 	D.H. Films
- Pays de production :  France
- Langue : film muet avec les intertitres  en français
- Format : Noir et blanc — 35 mm — 1,33:1 — Muet
- Métrage : 3 874 mètres
- Genre : Film dramatique
- Durée : 129 minutes (2 h 9)
- Dates de sortie :
  - France : 26 octobre 1918

## Distribution
- Sylvio de Pedrelli : Gérard Dacier
- Ève Francis : Lola de Sombreuse
- Suzanne Parisys : Irène de Sombreuse
- Jacques Volnys : le comte de Sombreuse
- Gastao Roxo : Juan Filipini